# Lijst van nationale bibliotheken
Deze lijst geeft een zo volledig mogelijk overzicht van nationale bibliotheken, alfabetisch gerangschikt naar land en eventueel verder naar regio of andere ondergeschikte bestuurseenheid.

## A
| Natie/land/regio      | Natie/land/regio | Bibliotheek                            | Plaats           |
| --------------------- | ---------------- | -------------------------------------- | ---------------- |
| Vlag van Afghanistan  | Afghanistan      | Nationale Bibliotheek van Afghanistan  | Kaboel           |
| Vlag van Albanië      | Albanië          | Nationale Bibliotheek                  | Tirana           |
| Vlag van Algerije     | Algerije         | Nationale Bibliotheek van Algerije     | Algiers          |
| Vlag van Andorra      | Andorra          | Nationale Bibliotheek van Andorra      | Andorra la Vella |
| Vlag van Angola       | Angola           | Nationale Bibliotheek van Angola       | Luanda           |
| Vlag van Argentinië   | Argentinië       | Nationale Bibliotheek van Argentinië   | Buenos Aires     |
| Vlag van Armenië      | Armenië          | Nationale Bibliotheek van Armenië      | Jerevan          |
| Vlag van Aruba        | Aruba            | Nationale Bibliotheek van Aruba        | Oranjestad       |
| Vlag van Australië    | Australië        | Nationale Bibliotheek van Australië    | Canberra         |
| Vlag van Azerbeidzjan | Azerbeidzjan     | Nationale Bibliotheek van Azerbeidzjan | Bakoe            |

## B
| Natie/land/regio               | Natie/land/regio      | Bibliotheek                                                     | Plaats              |
| ------------------------------ | --------------------- | --------------------------------------------------------------- | ------------------- |
| Vlag van Bahama's              | Bahama's              | College of The Bahamas Library (de facto)                       | Nassau              |
| Vlag van Bahrein               | Bahrein               | Shaikh Isa bin Salman Al Khalifa Nationale Bibliotheek          | Manamah             |
| Vlag van Bangladesh            | Bangladesh            | Nationale Bibliotheek van Bangladesh                            | Dhaka               |
| Vlag van Barbados              | Barbados              | Nationale Bibliotheekdienst van Barbados                        | Bridgetown          |
| Vlag van België                | België                | Koninklijke Bibliotheek van België                              | Brussel             |
| Vlag van Belize                | Belize                | Nationale Bibliotheekdienst van Belize                          | Belize City         |
| Vlag van Benin                 | Benin                 | Nationale Bibliotheek van Benin                                 | Porto-Novo          |
| Vlag van Bhutan                | Bhutan                | Nationale Bibliotheek van Bhutan                                | Thimpu              |
| Vlag van Bolivia               | Bolivia               | Nationale Bibliotheek en Archief van Bolivia                    | Sucre               |
| Vlag van Bosnië en Herzegovina | Bosnië en Herzegovina | Nationale en Universiteitsbibliotheek van Bosnië en Herzegovina | Sarajevo            |
| Vlag van Botswana              | Botswana              | Nationale Bibliotheekdienst van Botswana                        | Gaborone            |
| Vlag van Brazilië              | Brazilië              | Nationale Bibliotheek van Brazilië                              | Rio de Janeiro      |
| Vlag van Brunei                | Brunei                | Dewan Bahasa en Pustaka Brunei Bibliotheek                      | Bandar Seri Begawan |
| Vlag van Bulgarije             | Bulgarije             | SS. Cyril en Methodius Nationale Bibliotheek                    | Sofia               |
| Vlag van Burkina Faso          | Burkina Faso          | Nationale Bibliotheek van Burkina Faso                          | Ouagadougou         |
| Vlag van Burundi               | Burundi               | Nationale Bibliotheek van Burundi                               | Bujumbura           |

## C
| Natie/land/regio                       | Natie/land/regio              | Bibliotheek                                                   | Plaats      |
| -------------------------------------- | ----------------------------- | ------------------------------------------------------------- | ----------- |
| Vlag van Cambodja                      | Cambodja                      | Nationale Bibliotheek van Cambodja                            | Phnom Penh  |
| Vlag van Canada                        | Canada                        | Canadese Bibliotheek en Archieven                             | Ottawa      |
|                                        | Quebec                        | Nationale Bibliotheek van Quebec                              | Montréal    |
| Vlag van Centraal-Afrikaanse Republiek | Centraal-Afrikaanse Republiek |                                                               |             |
| Vlag van Chili                         | Chili                         | Nationale Bibliotheek van Chili                               | Santiago    |
| Vlag van China                         | China                         | Nationale Bibliotheek van China                               | Peking      |
| Vlag van Macau                         | Macau                         | Centrale Bibliotheek van Macau                                | Macau       |
| Vlag van Colombia                      | Colombia                      | Nationale Bibliotheek van Colombia                            | Bogota      |
| Vlag van Comoren                       | Comoren                       | Centre National de Documentation et de Recherche Scientifique | Moroni      |
| Vlag van Congo-Brazzaville             | Congo-Brazzaville             | Nationale Volksbibliotheek                                    | Brazzaville |
| Vlag van Congo-Kinshasa                | Congo-Kinshasa                | Nationale Bibliotheek van de Democratische Republiek Congo    | Kinshasa    |
| Vlag van Costa Rica                    | Costa Rica                    | Nationale Bibliotheek voor Gezondheid en Sociale Zekerheid    | San José    |
| Vlag van Cuba                          | Cuba                          | Nationale Bibliotheek José Martí                              | Havana      |
| Vlag van Cyprus                        | Cyprus                        | Cypriotische Bibliotheek                                      | Nicosia     |
| Vlag van Noord-Cyprus                  | Noord-Cyprus                  |                                                               | Nicosia     |

## D
| Natie/land/regio    | Natie/land/regio       | Bibliotheek                                                                                 | Plaats             |
| ------------------- | ---------------------- | ------------------------------------------------------------------------------------------- | ------------------ |
| Vlag van Denemarken | Denemarken             | De Koninklijke Bibliotheek                                                                  | Kopenhagen, Aarhus |
| Vlag van Denemarken | Denemarken             | Deense Nationale Wetenschappelijke en Geneeskundige Bibliotheek                             | Kopenhagen         |
| Vlag van Denemarken | Denemarken             | Deense Veterinaire en Landbouwkundige Bibliotheek                                           | Frederiksberg      |
| Vlag van Denemarken | Denemarken             | Deense Pedagogische Bibliotheek                                                             | Kopenhagen         |
| Vlag van Djibouti   | Djibouti               |                                                                                             |                    |
| Vlag van Dominica   | Dominicaanse Republiek | Nationale Bibliotheek Pedro Henríquez Ureña                                                 | Santo Domingo      |
| Vlag van Duitsland  | Duitsland              | Nationale Bibliotheek van Duitsland Deutsche Bücherei Leipzig Deutsche Bibliothek Frankfurt | Leipzig            |
| Vlag van Duitsland  | Duitsland              | Nationale Bibliotheek van Duitsland Deutsche Bücherei Leipzig Deutsche Bibliothek Frankfurt | Frankfurt am Main  |
| Vlag van Duitsland  | Duitsland              | Duits Muziekarchief                                                                         | Berlijn            |

## E
| Natie/land/regio            | Natie/land/regio   | Bibliotheek                                      | Plaats       |
| --------------------------- | ------------------ | ------------------------------------------------ | ------------ |
| Vlag van Ecuador            | Ecuador            | Nationale Bibliotheek van Ecuador                | Quito        |
| Vlag van Egypte             | Egypte             | Egyptische Nationale Bibliotheek en Archief      | Caïro        |
| Vlag van Egypte             | Egypte             | Egyptische Nationale Landbouwkundige Bibliotheek | Gizeh        |
| Vlag van El Salvador        | El Salvador        | Nationale Bibliotheek van El Salvador            | San Salvador |
| Vlag van Equatoriaal-Guinea | Equatoriaal-Guinea | Ministerie van Onderwijs en Wetenschappen        | Malabo       |
| Vlag van Eritrea            | Eritrea            | Bibliotheek van de Universiteit van Eritrea      | Asmara       |
| Vlag van Estland            | Estland            | Nationale Bibliotheek van Estland                | Tallinn      |
| Vlag van Ethiopië           | Ethiopië           | Nationale Bibliotheek van Ethiopië               | Addis Abeba  |

## F
| Natie/land/regio    | Natie/land/regio | Bibliotheek                             | Plaats   |
| ------------------- | ---------------- | --------------------------------------- | -------- |
| Vlag van Faeröer    | Faeröer          | Føroya Landsbókasavn (Landsbókasavnið)  | Tórshavn |
| Vlag van Fiji       | Fiji             | Sir Alport Barker Memorial Library      | Suva     |
| Vlag van Filipijnen | Filipijnen       | Nationale Bibliotheek van de Filipijnen | Manilla  |
| Vlag van Finland    | Finland          | Nationale Bibliotheek van Finland       | Helsinki |
| Vlag van Frankrijk  | Frankrijk        | Nationale Bibliotheek van Frankrijk     | Parijs   |

## G
| Natie/land/regio       | Natie/land/regio | Bibliotheek                                                                                               | Plaats          |
| ---------------------- | ---------------- | --- | --------------- |
| Vlag van Gabon         | Gabon            | Algemene Directie voor de Nationale Archieven, de Nationale Bibliotheek en de Gabonnese Documentatie      | Libreville      |
| Vlag van Gambia        | Gambia           | Nationale Bibliotheek van Gambia                                                                          | Banjul          |
| Vlag van Georgië       | Georgië          | Nationale Bibliotheek van Georgië                                                                         | Tbilisi         |
| Vlag van Ghana         | Ghana            | Bibliotheekraad Ghana                                                                                     | Accra           |
| Vlag van Grenada       | Grenada          | Bibliotheekdienst van Grenada                                                                             | Saint George's  |
| Vlag van Griekenland   | Griekenland      | Ethnike Bibliotheke tes Hellados (Εθνική Βιβλιοθήκη της Ελλάδος) (Nationale Bibliotheek van Griekenland)  | Athene          |
| Vlag van Groenland     | Groenland        | Nunatta Atuagaateqarfia/Det Grønlandske Landsbibliotek (Openbare en Nationale Bibliotheek van Groenland)) | Nuuk            |
| Vlag van Guatemala     | Guatemala        | Nationale Bibliotheek van Guatemala "Luis Cardoza y Aragón"                                               | Guatemala-Stad  |
| Vlag van Guinee        | Guinee           | Nationale Bibliotheek van Guinee                                                                          | Conakry         |
| Vlag van Guinee-Bissau | Guinee-Bissau    | Nationaal Instituut voor Studie en Onderzoek                                                              | Bairro-Cobornel |
| Vlag van Guyana        | Guyana           | Nationale Bibliotheek van Guyana                                                                          | Georgetown      |

## H
| Natie/land/regio   | Natie/land/regio | Bibliotheek                        | Plaats         |
| ------------------ | ---------------- | ---------------------------------- | -------------- |
| Vlag van Haïti     | Haïti            | Nationale Bibliotheek van Haïti    | Port-au-Prince |
| Vlag van Honduras  | Honduras         | Nationale Bibliotheek van Honduras | Tegucigalpa    |
| Vlag van Hongarije | Hongarije        | Nationale Széchényibibliotheek     | Boedapest      |

## I
| Natie/land/regio   | Natie/land/regio | Bibliotheek                                                     | Plaats     |
| ------------------ | ---------------- | --------------------------------------------------------------- | ---------- |
| Vlag van Ierland   | Ierland          | Nationale Bibliotheek van Ierland                               | Dublin     |
| Vlag van IJsland   | IJsland          | Nationale en Universiteitsbibliotheek van IJsland               | Reykjavik  |
| Vlag van India     | India            | Nationale Bibliotheek van India                                 | Calcutta   |
| Vlag van India     | India            | Indiase Landbouwonderzoeksbibliotheek                           | New Delhi  |
| Vlag van India     | India            | Tamil Nadu Landbouwuniversiteitsbibliotheek                     | Tamil Nadu |
| Vlag van India     | India            | Nationale Wetenschappelijke Bibliotheek van India               | New Delhi  |
| Vlag van India     | India            | Indiaas Nationaal Wetenschappelijk Documentatiecentrum (INSDOC) | New Delhi  |
| Vlag van Indonesië | Indonesië        | Perpustakaan Nasional Republik Indonesia                        | Jakarta    |
| Vlag van Irak      | Irak             | Nationale Bibliotheek van Irak                                  | Bagdad     |
| Vlag van Iran      | Iran             | Nationale Bibliotheek van Iran                                  | Teheran    |
| Vlag van Iran      | Iran             | Centrale Bibliotheek van Astan Quds Razavi                      | Mashhad    |
| Vlag van Iran      | Iran             | Nationale Bibliotheek van Tabriz                                | Tabriz     |
| Vlag van Iran      | Iran             | Nationale Bibliotheek van Malek                                 | Teheran    |
| Vlag van Israël    | Israël           | Nationale Bibliotheek van Israël                                | Jeruzalem  |
| Vlag van Italië    | Italië           | Nationale Centrale Bibliotheek Florence                         | Florence   |
| Vlag van Italië    | Italië           | Nationale Centrale Bibliotheek van Rome                         | Rome       |
| Vlag van Ivoorkust | Ivoorkust        | Nationale Bibliotheek van Ivoorkust                             | Abidjan    |

## J
| Natie/land/regio  | Natie/land/regio | Bibliotheek                        | Plaats   |
| ----------------- | ---------------- | ---------------------------------- | -------- |
| Vlag van Jamaica  | Jamaica          | NationaleBibliotheek van Jamaica   | Kingston |
| Vlag van Japan    | Japan            | National Diet Library              | Tokio    |
| Vlag van Jemen    | Jemen            | Sana'a Universiteitsbibliotheek    | Sanaa    |
| Vlag van Jordanië | Jordanië         | Nationale Bibliotheek van Jordanië | Amman    |

## K
| Natie/land/regio    | Natie/land/regio | Bibliotheek                                                                         | Plaats      |
| ------------------- | ---------------- | ----------------------------------------------------------------------------------- | ----------- |
| Vlag van Kaapverdië | Kaapverdië       | Nationale Bibliotheek van Kaapverdië                                                |             |
| Vlag van Kameroen   | Kameroen         | Nationale Bibliotheek van Kameroen                                                  | Yaoundé     |
| Vlag van Kazachstan | Kazachstan       | Nationale Bibliotheek van Kazachstan (Национальная библиотека Республики Казахстан) | Almaty      |
| Vlag van Kenia      | Kenia            | Nationale Bibliotheekdienst van Kenia                                               | Nairobi     |
| Vlag van Kirgizië   | Kirgizië         | National Library of the Kyrgyz Republic                                             | Bisjkek     |
| Vlag van Kiribati   | Kiribati         | Nationale Bibliotheek en Archief van Kiribati                                       | Zuid-Tarawa |
| Vlag van Koeweit    | Koeweit          | Nationale Bibliotheek van Koeweit                                                   | Koeweit     |
| Vlag van Kosovo     | Kosovo           | Nationale Bibliotheek van Kosovo                                                    | Pristina    |
| Vlag van Kroatië    | Kroatië          | Nationale en Universiteitsbibliotheek                                               | Zagreb      |

## L
| Natie/land/regio       | Natie/land/regio | Bibliotheek                                          | Plaats    |
| ---------------------- | ---------------- | ---------------------------------------------------- | --------- |
| Vlag van Laos          | Laos             | Nationale Bibliotheek van Laos                       | Vientiane |
| Vlag van Lesotho       | Lesotho          | Lesotho Nationale Bibliotheek                        | Maseru    |
| Vlag van Letland       | Letland          | Letse Nationale Bibliotheek                          | Riga      |
| Vlag van Libanon       | Libanon          | Nationale Bibliotheek van Libanon                    | Beiroet   |
| Vlag van Liberia       | Liberia          | Bibliothhek van de Universiteit van Liberia          | Monrovia  |
| Vlag van Libië         | Libië            | Nationale Bibliotheek van Libië                      | Benghazi  |
| Vlag van Liechtenstein | Liechtenstein    | Liechtensteinse Staatsbibliotheek                    | Vaduz     |
| Vlag van Litouwen      | Litouwen         | Martynas Mažvydas Nationale Bibliotheek van Litouwen | Vilnius   |
| Vlag van Luxemburg     | Luxemburg        | Nationale Bibliotheek van Luxemburg                  | Luxemburg |

## M
| Natie/land/regio          | Natie/land/regio | Bibliotheek                                      | Plaats           |
| ------------------------- | ---------------- | ------------------------------------------------ | ---------------- |
| Vlag van Madagaskar       | Madagaskar       | Nationale Bibliotheek van Madagaskar             | Antananarivo     |
| Vlag van Malawi           | Malawi           | Nationale Bibliotheekdienst van Malawi           | Lilongwe         |
| Vlag van Malediven        | Maldiven         | Nationale Bibliotheek van de Maldiven            | Malé             |
| Vlag van Maleisië         | Maleisië         | Perpustakaan Negara Malaysia                     | Kuala Lumpur     |
| Vlag van Mali             | Mali             | Nationale Bibliotheek van Mali                   | Bamako           |
| Vlag van Malta            | Malta            | Nationale Bibliotheek van Malta                  | Valletta         |
| Vlag van Marokko          | Marokko          | Algemene Bibliotheek en Archieven                | Rabat en Tétouan |
| Vlag van Marshalleilanden | Marshalleilanden | Alele Museum, Bibliotheek en Nationale Archieven | Majuro           |
| Vlag van Mauritanië       | Mauritanië       | Nationale Bibliotheek van Mauritanië             | Nouakchott       |
| Vlag van Mauritius        | Mauritius        | Nationale Bibliotheek van Mauritius              | Port Louis       |
| Vlag van Mexico           | Mexico           | Nationale Bibliotheek van Mexico                 | Mexico-Stad      |
| Vlag van Micronesië       | Micronesia       | College of Micronesia-FSM (de facto)             | Pohnpei          |
| Vlag van Moldavië         | Moldavië         | Nationale Bibliotheek van Moldavië               | Chisinau         |
| Vlag van Monaco           | Monaco           | Bibliotheek Louis Notari                         | Monaco           |
| Vlag van Mongolië         | Mongolië         | Openbare Staatsbibliotheek van Mongolië          | Ulaanbaatar      |
| Vlag van Montenegro       | Montenegro       | Centrale Nationale Bibliotheek van Montenegro    | Cetinje          |
| Vlag van Mozambique       | Mozambique       | Nationale Bibliotheek van Mozambique             | Maputo           |
| Vlag van Myanmar          | Myanmar          | Nationale Bibliotheek van Myanmar                | Rangoon          |

## N
| Natie/land/regio         | Natie/land/regio | Bibliotheek                                                | Plaats           |
| ------------------------ | ---------------- | ---------------------------------------------------------- | ---------------- |
| Vlag van Namibië         | Namibië          | Nationale Bibliotheek van Namibië                          | Windhoek         |
| Vlag van Nauru           | Nauru            | Nationale Bibliotheek van Nauru                            | Yaren            |
| Vlag van Nederland       | Nederland        | Koninklijke Bibliotheek                                    | Den Haag         |
| Vlag van Aruba           | Aruba            | Nationale Bibliotheek van Aruba                            | Oranjestad       |
| Vlag van Nepal           | Nepal            | Nationale Bibliotheek van Nepal                            | Pulchowk         |
| Vlag van Nicaragua       | Nicaragua        | Nationale Bibliotheek Rubén Darío                          | Managua          |
| Vlag van Nicaragua       | Nicaragua        | Nationale Medische Bibliotheek                             | Managua          |
| Vlag van Nieuw-Zeeland   | Nieuw-Zeeland    | Nationale Bibliotheek van Nieuw-Zeeland                    | Wellington       |
| Vlag van Cookeilanden    | Cookeilanden     | Nationale Bibliotheek Runanga Puka                         | Tupapa Maraeenga |
| Vlag van Niger           | Niger            | Nationale Archieven van Niger                              | Niamey           |
| Vlag van Nigeria         | Nigeria          | Nationale Bibliotheek van Nigeria                          | Lagos            |
| Vlag van Noord-Korea     | Noord-Korea      | Groot studiehuis van het volk                              | Pyongyang        |
| Vlag van Noord-Macedonië | Noord-Macedonië  | Nationale en Universiteitsbibliotheek St. Kliment Ohridski | Skopje           |
| Vlag van Noorwegen       | Noorwegen        | Nationale Bibliotheek                                      | Oslo             |

## O
| Natie/land/regio     | Natie/land/regio | Bibliotheek                                                                                           | Plaats   |
| -------------------- | ---------------- | --- | -------- |
| Vlag van Oeganda     | Oeganda          | Nationale Bibliotheek van Oeganda                                                                     | Kampala  |
| Vlag van Oekraïne    | Oekraïne         | Vernadsky Nationale Bibliotheek van Oekraïne (Національна бібліотека України імені В.І. Вернадського) | Kiev     |
| Vlag van Oezbekistan | Oezbekistan      | Nationale Bibliotheek van Oezbekistan                                                                 | Tasjkent |
| Vlag van Oman        | Oman             | Sultan Qaboos Universiteitsbibliotheek                                                                | Masqat   |
| Vlag van Oost-Timor  | Oost-Timor       | Bibliotheek van de Nationale Universiteit Oost-Timor                                                  | Dili     |
| Vlag van Oostenrijk  | Oostenrijk       | Oostenrijkse Nationale Bibliotheek                                                                    | Wenen    |

## P
| Natie/land/regio             | Natie/land/regio    | Bibliotheek                                   | Plaats      |
| ---------------------------- | ------------------- | --------------------------------------------- | ----------- |
| Vlag van Pakistan            | Pakistan            | Nationale Bibliotheek van Pakistan            | Islamabad   |
| Vlag van Palau               | Palau               |                                               |             |
| Vlag van Palestina           | Palestina           |                                               | Gaza        |
| Vlag van Panama              | Panama              | Nationale Bibliotheek van Panama              | Panama-Stad |
| Vlag van Papoea-Nieuw-Guinea | Papoea-Nieuw-Guinea | Nationale Bibliotheek van Papoea-Nieuw-Guinea | Boroko      |
| Vlag van Paraguay            | Paraguay            | Nationale Bibliotheek en Archief              | Asunción    |
| Vlag van Peru                | Peru                | Nationale Bibliotheek van Peru                | Lima        |
| Vlag van Polen               | Polen               | Nationale Bibliotheek van Polen               | Warschau    |
| Vlag van Portugal            | Portugal            | Nationale Bibliotheek van Portugal            | Lissabon    |

## Q
| Natie/land/regio | Natie/land/regio | Bibliotheek                     | Plaats |
| ---------------- | ---------------- | ------------------------------- | ------ |
| Vlag van Qatar   | Qatar            | Nationale Bibliotheek van Qatar | Doha   |

## R
| Natie/land/regio  | Natie/land/regio | Bibliotheek                                                          | Plaats          |
| ----------------- | ---------------- | -------------------------------------------------------------------- | --------------- |
| Vlag van Roemenië | Roemenië         | Nationale Bibliotheek van Roemenië                                   | Boekarest       |
| Vlag van Rusland  | Rusland          | Russische Staatsbibliotheek (Российская Государственная Библиотека)  | Moskou          |
| Vlag van Rusland  | Rusland          | Russische Nationale Bibliotheek (Российская национальная библиотека) | Sint-Petersburg |
| Vlag van Rwanda   | Rwanda           | Nationale Bibliotheek van Rwanda                                     | Kigali          |

## S
| Natie/land/regio                        | Natie/land/regio                   | Bibliotheek                                                                         | Plaats      |
| --------------------------------------- | ---------------------------------- | ----------------------------------------------------------------------------------- | ----------- |
| Vlag van Saint Kitts en Nevis           | Saint Kitts en Nevis (Saint Kitts) | Nationale Archieven                                                                 | Basseterre  |
| Vlag van Nevis                          | Nevis                              | Historische Conserveringsvereniging van Nevis                                       | Charlestown |
| Vlag van Saint Lucia                    | Saint Lucia                        | Centrale Bibliotheek van Saint Lucia en Nationale Archiefautoriteit van Saint Lucia | Castries    |
| Vlag van Saint Vincent en de Grenadines | Saint Vincent en de Grenadines     | Departement voor de Archieven van Saint Vincent en de Grenadines                    | Kingstown   |
| Vlag van Salomonseilanden               | Salomonseilanden                   | Nationale Bibliotheekdienst van de Salomonseilanden                                 | Honiara     |
| Vlag van Samoa                          | Samoa                              | Openbare Bibliotheek bij het Nelson Herdenkingsteken                                | Apia        |
| Vlag van San Marino                     | San Marino                         | Biblioteca di Stato e Beni Librari                                                  | San Marino  |
| Vlag van Sao Tomé en Principe           | Sao Tomé en Principe               | Bibliotheek van het Nationale Parlement                                             | Sao Tomé    |
| Vlag van Saoedi-Arabië                  | Saoedi-Arabië                      | Nationale Bibliotheek "Koning Fahd"                                                 | Riyad       |
| Vlag van Senegal                        | Senegal                            | Nationale Archieven van Senegal                                                     | Dakar       |
| Vlag van Servië                         | Servië                             | Nationale Bibliotheek van Servië                                                    | Belgrado    |
| Vlag van Servië                         | Servië                             | Joegoslavische Nationale Bibliotheek                                                | Novi Sad    |
| Vlag van Seychellen                     | Seychellen                         | Nationale Bibliotheek van de Seychellen                                             | Mahé        |
| Vlag van Sierra Leone                   | Sierra Leone                       | Bibliotheekraad van Sierra Leone                                                    | Freetown    |
| Vlag van Singapore                      | Singapore                          | Nationale Bibliotheek van Singapore                                                 | Singapore   |
| Vlag van Slovenië                       | Slovenië                           | Nationale en Universiteitsbibliotheek                                               | Ljubljana   |
| Vlag van Slowakije                      | Slowakije                          | Slowaakse Nationale Bibliotheek                                                     | Martin      |
| Vlag van Soedan                         | Soedan                             | Nationaal Archief                                                                   | Khartoem    |
| Vlag van Somalië                        | Somalië                            | Nationale Bibliotheek van Somalië                                                   | Mogadishu   |
| Vlag van Spanje                         | Spanje                             | Nationale Bibliotheek van Spanje                                                    | Madrid      |
| Catalonië                               | Catalonië                          | Bibliotheek van Catalonië                                                           | Barcelona   |
| Vlag van Sri Lanka                      | Sri Lanka                          | Nationale Bibliotheek van Sri Lanka                                                 | Colombo     |
| Vlag van Suriname                       | Suriname                           | nog niet beslist                                                                    | Paramaribo  |
| Vlag van Swaziland                      | Swaziland                          | Nationale Bibliotheekdienst van Swaziland                                           | Mbabane     |
| Vlag van Syrië                          | Syrië                              | Nationale Bibliotheek "Al-Assad"                                                    | Damascus    |

## T
| Natie/land/regio            | Natie/land/regio   | Bibliotheek                                      | Plaats        |
| --------------------------- | ------------------ | ------------------------------------------------ | ------------- |
| Vlag van Taiwan             | Taiwan             | Centrale Nationale Bibliotheek                   | Taipei        |
| Vlag van Tadzjikistan       | Tadzjikistan       | Staatsbibliotheek                                | Doesjanbe     |
| Vlag van Tanzania           | Tanzania           | Tanzaniaanse Bibliotheekdienst                   | Dar es Salaam |
| Vlag van Thailand           | Thailand           | Nationale Bibliotheek van Thailand (หอสมุดแห่งชาติ) | Bangkok       |
| Vlag van Togo               | Togo               | Nationale Bibliotheek van Togo                   | Lomé          |
| Vlag van Tonga              | Tonga              | Tonga's Bibliotheekassociatie                    | Nuku'alofa    |
| Vlag van Trinidad en Tobago | Trinidad en Tobago | Nationaal Bibliotheek en Informatie Systeem      | Port of Spain |
| Vlag van Tsjaad             | Tsjaad             | Nationale Archieven                              | Ndjamena      |
| Vlag van Tsjechië           | Tsjechië           | Národní knihovna České republiky                 | Praag         |
| Vlag van Tunesië            | Tunesië            | Nationale Bibliotheek van Tunesië                | Tunis         |
| Vlag van Turkije            | Turkije            | Milli Kütüphane                                  | Ankara        |
| Vlag van Turkmenistan       | Turkmenistan       | Nationale Bibliotheek van Turkmenistan           | Asjchabad     |
| Vlag van Tuvalu             | Tuvalu             | Nationale Bibliotheek en Archieven van Tuvalu    | Funafuti      |

## U
| Natie/land/regio | Natie/land/regio | Bibliotheek                       | Plaats     |
| ---------------- | ---------------- | --------------------------------- | ---------- |
| Vlag van Uruguay | Uruguay          | Nationale Bibliotheek van Uruguay | Montevideo |

## V
| Natie/land/regio                      | Natie/land/regio             | Bibliotheek                                                    | Plaats                                     |
| ------------------------------------- | ---------------------------- | -------------------------------------------------------------- | ------------------------------------------ |
| Vlag van Vanuatu                      | Vanuatu                      | Nationale Bibliotheek van Vanuatu                              | Port Vila                                  |
| Vlag van Heilige Stoel                | Vaticaanstad                 | Biblioteca Apostolica Vaticana                                 | Vaticaanstad                               |
| Vlag van Venezuela                    | Venezuela                    | Nationale Bibliotheek van Venezuela                            | Caracas                                    |
| Vlag van Verenigd Koninkrijk          | Verenigd Koninkrijk          | British Library                                                | Londen                                     |
| Vlag van Verenigd Koninkrijk          | Verenigd Koninkrijk          | British Library                                                | Boston Spa                                 |
| Vlag van Schotland                    | Schotland                    | Nationale Bibliotheek van Schotland                            | Edinburgh                                  |
| Vlag van Wales                        | Wales                        | Nationale Bibliotheek van Wales (Llyfrgell Genedlaethol Cymru) | Aberystwyth                                |
| Vlag van Bermuda                      | Bermuda                      | Bibliotheek van Bermuda                                        | Hamilton                                   |
| Vlag van Verenigde Arabische Emiraten | Verenigde Arabische Emiraten | Culturele Stichting de Nationale Bibliotheek                   | Abu Dhabi                                  |
| Vlag van Verenigde Staten             | Verenigde Staten             | Library of Congress                                            | Washington                                 |
| Vlag van Verenigde Staten             | Verenigde Staten             | Nationale Medische Bibliotheek                                 | Bethesda                                   |
| Vlag van Verenigde Staten             | Verenigde Staten             | Nationale Landbouwkunde Bibliotheek                            | Beltsville                                 |
| Vlag van Verenigde Staten             | Verenigde Staten             | Nationale Archief- en Documentatie Dienst                      | Washington D.C. en College Park (Maryland) |
| Vlag van Vietnam                      | Vietnam                      | Nationale Bibliotheek van Vietnam                              | Hanoi                                      |

## W
| Natie/land/regio     | Natie/land/regio | Bibliotheek                           | Plaats |
| -------------------- | ---------------- | ------------------------------------- | ------ |
| Vlag van Wit-Rusland | Wit-Rusland      | Nationale Bibliotheek van Wit-Rusland | Minsk  |

## Z
| Natie/land/regio     | Natie/land/regio | Bibliotheek                                                   | Plaats    |
| -------------------- | ---------------- | ------------------------------------------------------------- | --------- |
| Vlag van Zambia      | Zambia           | Zambiaanse Bibliotheekdienst                                  | Lusaka    |
| Vlag van Zimbabwe    | Zimbabwe         | Nationale Vrije Bibliotheek van Zimbabwe                      | Bulawayo  |
| Vlag van Zuid-Afrika | Zuid-Afrika      | Nasionale Biblioteek van Suid Afrika                          | Pretoria  |
| Vlag van Zuid-Afrika | Zuid-Afrika      | Nasionale Biblioteek van Suid Afrika                          | Kaapstad  |
| Vlag van Zuid-Korea  | Zuid-Korea       | Nationale Bibliotheek van Korea                               | Seoel     |
| Vlag van Zweden      | Zweden           | Koninklijke Bibliotheek                                       | Stockholm |
| Vlag van Zwitserland | Zwitserland      | Schweizerische Landesbibliothek/Bibliothèque nationale suisse | Bern      |